# Coleophora moeniacella
Coleophora moeniacella é uma espécie de mariposa do gênero Coleophora pertencente à família Coleophoridae.